# Discografia di Maaya Sakamoto
Questa pagina contiene la discografia di Maaya Sakamoto, doppiatrice e cantante giapponese, le cui opere sono principalmente legate al mondo dell'animazione giapponese.

## Album in studio
| Anno | Titolo                         | Posizioni in classifica | Posizioni in classifica | Rif.  |
| Anno | Titolo                         | Picco                   | Settimane               | Rif.  |
| ---- | ------------------------------ | ----------------------- | ----------------------- | ----- |
| 1997 | Grapefruit (グレープフルーツ?) | 76                      | 1                       | [ 1 ] |
| 1998 | Dive                           | 44                      | 3                       | [ 2 ] |
| 2001 | Lucy                           | 16                      | 4                       | [ 3 ] |
| 2003 | Shōnen Alice (少年アリス?)     | 8                       | 9                       | [ 4 ] |
| 2005 | Yūnagi Loop (夕凪LOOP?)        | 8                       | 6                       | [ 5 ] |
| 2009 | Kazeyomi (かぜよみ?)           | 3                       | 7                       | [ 6 ] |
| 2011 | You Can't Catch Me             | 1                       | 8                       |       |
| 2011 | Driving in the Silence         | -                       | -                       |       |

## EP
| Anno | Titolo                                  | Posizioni in classifica | Posizioni in classifica | Rif.  |
| Anno | Titolo                                  | Picco                   | Settimane               | Rif.  |
| ---- | --------------------------------------- | ----------------------- | ----------------------- | ----- |
| 1997 | CLAMP Gakuen Tanteidan Mini Sound Track | -                       | -                       |       |
| 2001 | Easy Listening (イージーリスニング?)    | 12                      | 3                       | [ 7 ] |
| 2007 | 30Minutes Night Flight                  | 19                      | 7                       | [ 8 ] |

## Singoli
| Anno | Titolo | Posizioni in classifica | Posizioni in classifica | Album              | Anime collegato                             | Rif.   |
| Anno | Titolo | Picco                   | Settimane               | Album              | Anime collegato                             | Rif.   |
| ---- | --- | ----------------------- | ----------------------- | ------------------ | ------------------------------------------- | ------ |
| 1996 | Yakusoku wa Iranai (約束はいらない?, Non ho bisogno di promesse)                                                    | 44                      | 4                       | Grapefruit         | I cieli di Escaflowne                       | [ 9 ]  |
| 1997 | Gift | —                       | —                       | —                  | CLAMP Detective                             | —      |
| 1998 | Kiseki no umi (奇跡の海?, Mare dei miracoli)                                                                        | 43                      | 12                      | —                  | Record of Lodoss War: La saga dei cavalieri | [ 10 ] |
| 1998 | Hashiru (走る?, Corri)                                                                                              | 87                      | 1                       | Dive               |                                             | [ 11 ] |
| 1999 | Platinum (プラチナ?, Purachina)                                                                                     | 21                      | 5                       | —                  | Card Captor Sakura                          | [ 12 ] |
| 2000 | Yubiwa (指輪?, Anello)                                                                                              | 30                      | 3                       | —                  | Escaflowne - The Movie                      | [ 13 ] |
| 2000 | Shippo no Uta (しっぽのうた?, Canzone della coda)                                                                   | 39                      | 2                       | —                  | Napple Tale                                 | [ 14 ] |
| 2000 | Mameshiba (マメシバ?, Mameshiba)                                                                                    | 47                      | 2                       | Lucy               | Arjuna - La ragazza terra                   | [ 15 ] |
| 2002 | Hemisphere (ヘミソフィア?, Hemisofia)                                                                               | 22                      | 9                       | —                  | RahXephon                                   | [ 16 ] |
| 2003 | Gravity | 23                      | 9                       | —                  | Wolf's Rain                                 | [ 17 ] |
| 2003 | Tune the Rainbow | 9                       | 9                       | —                  | RahXephon: Pluralitas Concentio             | [ 18 ] |
| 2005 | Loop (ループ?, Rūpu)                                                                                                | 7                       | 9                       | Yūnagi Loop        | Tsubasa Chronicle                           | [ 19 ] |
| 2006 | Kazemachi Jet/Spica (風待ちジェット?, Jet in attesa di un buon vento)                                               | 14                      | 6                       | Kazeyomi           | Tsubasa Chronicle                           | [ 20 ] |
| 2007 | Saigo no kajitsu/Mitsubashi to kagakusha (さいごの果実／ミツバチと科学者?, L'ultimo frutto / l'ape e lo scienziato) | 19                      | 7                       | Kazeyomi           | Tsubasa TOKYO REVELATIONS                   | [ 21 ] |
| 2008 | Triangler (トライアングラー?, Toraiangurā)                                                                          | 3                       | 26                      | Kazeyomi           | Macross Frontier                            | [ 22 ] |
| 2008 | Ame ga furu (雨が降る?)                                                                                             | 9                       | 7                       | Kazeyomi           | Linebarrels of Iron                         | [ 23 ] |
| 2009 | Magic Number (マジックナンバー?)                                                                                    | 12                      | 8                       | —                  | Kobato                                      | [ 8 ]  |
| 2010 | Down Town/Yasashisa ni tsutsumareta nara (やさしさに包まれたなら?)                                                  | 5                       | 13                      | You Can't Catch Me | Soredemo Machi wa Mawatteiru /Tamayura      |        |
| 2011 | Buddy | —                       | —                       | —                  | Last Exile -Ginyoku no Fam-                 |        |
| 2011 | Okaerinasai (おかえりなさい?, Bentornato a casa)                                                                    | —                       | —                       | —                  | Tamayura ~Hitotose~                         |        |

## Compilation
| Anno | Titolo                                                           | Posizioni in classifica | Posizioni in classifica | Rif.   |
| Anno | Titolo                                                           | Picco                   | Settimane               | Rif.   |
| ---- | ---------------------------------------------------------------- | ----------------------- | ----------------------- | ------ |
| 1999 | Single Collection+ Hotchpotch (シングルコレクション＋ ハチポチ?) | 14                      | 9                       | [ 24 ] |
| 2003 | Single Collection+ Nikopachi (シングルコレクション＋ ニコパチ?)  | 3                       | 11                      | [ 25 ] |
| 2010 | Everywhere                                                       | 3                       | 11                      |        |

## Altre apparizioni
| Canzone                                                                          | Anno | Album                                              |
| -------------------------------------------------------------------------------- | ---- | -------------------------------------------------- |
| Aoi Hitomi (青い瞳?) (Original version)                                          | 1996 | The Vision of Escaflowne Original Soundtrack 3     |
| Bokura no Rekishi (ボクらの歴史?)                                                | 1997 | Clamp School Detectives Mini Soundtrack            |
| Love Mania! (ラブ・マニア!?) (con Rio Natsuki, Mifuyu Hiiragi e Etsuko Kozakura) | 1998 | El-Hazard: The Alternative World Ongakuhen         |
| Teens                                                                            | 1999 | Devicereign Original Soundtrack                    |
| Story                                                                            | 1999 | Voice Carnival Vol. 1: Moebius no Tokei            |
| Wasurenai Mama (忘れられないまま?)                                               | 1999 | Voice Carnival Vol. 1: Moebius no Tokei            |
| Taikutsu to Yūutsu (タイクツとユウウツ?) (come Tanya Lipinski)                   | 1999 | Kita e: White Illumination Pure Songs and Pictures |
| Yubiwa (指輪?) (Movie version)                                                   | 2000 | Escaflowne Movie Original Soundtrack               |
| You're Not Alone (Hitomi & Sora duet ver.) (Maaya Sakamoto and Shanti Snyder)    | 2000 | Escaflowne Movie Original Soundtrack               |
| Haru no Petal (春のペタル?)                                                      | 2000 | Napple Tale Original Soundtrack Vol.1: Kaijū Zukan |
| Natsu no Petal (夏のペタル?)                                                     | 2000 | Napple Tale Original Soundtrack Vol.1: Kaijū Zukan |
| Aki no Petal (秋のペタル?)                                                       | 2000 | Napple Tale Original Soundtrack Vol.1: Kaijū Zukan |
| Fuyu no Petal (冬のペタル?)                                                      | 2000 | Napple Tale Original Soundtrack Vol.1: Kaijū Zukan |
| Susumu Toki (すすむとき?)                                                        | 2000 | Napple Tale Original Soundtrack Vol.1: Kaijū Zukan |
| Dream in a Pie                                                                   | 2000 | Napple Tale Original Soundtrack Vol.1: Kaijū Zukan |
| Modoru Toki (もどるとき?)                                                        | 2000 | Napple Tale Original Soundtrack Vol.1: Kaijū Zukan |
| Sanctuary (サンクチュアリ?)                                                      | 2001 | Arjuna: Onna no Minato                             |
| Saigo no Mameshiba (さいごのマメシバ?)                                           | 2001 | Arjuna: Onna no Minato                             |
| Kissing the Christmas Killer                                                     | 2002 | 23-Ji no Ongaku                                    |
| Trust Me                                                                         | 2002 | 23-Ji no Ongaku                                    |
| Fado (ファド?)                                                                   | 2002 | 23-Ji no Ongaku                                    |
| Tell Me What The Rain Knows                                                      | 2004 | Wolf's Rain O.S.T 2                                |
| Cloud 9                                                                          | 2004 | Wolf's Rain O.S.T 2                                |
| Action!                                                                          | 2007 | Clamp in Wonderland: Precious Songs                |
| Choco to Yūki (チョコと勇気?)                                                    | 2008 | CM Yoko                                            |
| Nyan-nyan Service Medley (娘々サービスメドレー?)                                 | 2008 | Macross Frontier O.S.T.2 Nyan Tra☆                 |
| Aimo: Koi no Uta (アイモ〜こいのうた〜?)                                         | 2008 | Macross Frontier Vocal Collection Nyan Tama♀       |
| Haha to Ko Ranka no Aimo (母と子ランカのアイモ?)                                 | 2008 | Macross Frontier Vocal Collection Nyan Tama♀       |
| April Fool (エイプリルフール?) (Lab Tomita feat. Maaya Sakamoto)                 | 2011 | Tomita Lab Works Best: Beautiful Songs to Remember |